# Stan Heath (allenatore di pallacanestro)
Stanley Heath III, detto Stan (17 dicembre 1964), è un allenatore di pallacanestro statunitense.

## Palmarès

### Squadra
- Campione NBA D-League (2021)

### Individuale
- Dennis Johnson Coach of the Year Award (2021)